# Rome (Oregon)
Rome (más néven Rome Station az itt működő benzinkút és étkezde után) az Amerikai Egyesült Államok északnyugati részén, Oregon állam Malheur megyéjében, a U.S. Route 95 mentén elhelyezkedő önkormányzat nélküli település.
A Rome-i állami repülőtér a település közelében fekszik.

## Története
A települést William F. Stine nevezte el a közelben található kövekről, amelyek Róma ókori templomaira emlékeztették: a „Róma oszlopai” egy nyolc kilométer hosszú, három kilométer széles és harminc méter magas agyagformáció.
Az 1909-ben megnyílt posta első vezetője Leonard R. Duncan volt. A 19. század közepén Marion megyében is volt egy Rome nevű település.

## Éghajlat
A település éghajlata félszáraz (a Köppen-skála szerint BSk).
| Hónap                                            | Jan.  | Feb.  | Már.  | Ápr.  | Máj. | Jún. | Júl. | Aug. | Szep. | Okt.  | Nov.  | Dec.  | Év    |
| ------------------------------------------------ | ----- | ----- | ----- | ----- | ---- | ---- | ---- | ---- | ----- | ----- | ----- | ----- | ----- |
| Rekord max. hőmérséklet (°C)                     | 15,0  | 20,0  | 24,0  | 30,0  | 37,0 | 39,0 | 42,0 | 39,0 | 37,0  | 32,0  | 25,0  | 16,0  | 42,0  |
| Átlagos max. hőmérséklet (°C)                    | 5,1   | 9,0   | 14,3  | 17,8  | 22,9 | 28,1 | 34,1 | 33,2 | 27,9  | 19,8  | 10,8  | 4,5   | 19,0  |
| Átlagos min. hőmérséklet (°C)                    | −7,8  | −6,0  | −3,7  | −1,3  | 3,1  | 6,7  | 10,1 | 8,4  | 3,4   | −1,9  | −5,6  | −8,3  | −0,2  |
| Rekord min. hőmérséklet (°C)                     | −38,0 | −36,0 | −23,0 | −19,0 | −9,0 | −7,0 | −7,0 | −4,0 | −9,0  | −21,0 | −32,0 | −35,0 | −38,0 |
| Átl. csapadékmennyiség (mm)                      | 21    | 17    | 18    | 27    | 37   | 25   | 8    | 5    | 11    | 19    | 18    | 23    | 229   |
| Forrás: Nemzeti Óceán- és Légkörkutatási Hivatal |       |       |       |       |      |      |      |      |       |       |       |       |       |

## Fordítás
- Ez a szócikk részben vagy egészben  a   Rome, Oregon című angol Wikipédia-szócikk ezen változatának fordításán alapul.  Az eredeti cikk szerkesztőit annak laptörténete sorolja fel. Ez a jelzés csupán a megfogalmazás eredetét és a szerzői jogokat jelzi, nem szolgál a cikkben szereplő információk forrásmegjelöléseként.